# Xinzhou (Shanxi)
Xinzhou (kinesisk skrift: 忻州; pinyin: Xīnzhōu) er et bypræfektur i den kinesiske provins Shanxi.
Præfekturet har et areal på 25.180 km2, og en befolkning på 2.990.000 mennesker (2007), og en befolkningstæthed på 119 indb./ km².

## Administrative enheder
Xinzhou består af et bydistrikt, en byamt og elleve amter:
- Bydistriktet Xinfu – 忻府区 Xīnfǔ Qū ;
- Byamtet Yuanping – 原平市 Yuánpíng Shì ;
- Amtet Dingxiang – 定襄县 Dìngxiāng Xiàn ;
- Amtet Wutai – 五台县 Wǔtái Xiàn ;
- Amtet Dai – 代县 Dài Xiàn ;
- Amtet Fanshi – 繁峙县 Fánshì Xiàn ;
- Amtet Ningwu – 宁武县 Níngwǔ Xiàn ;
- Amtet Jingle – 静乐县 Jìnglè Xiàn ;
- Amtet Shenchi – 神池县 Shénchí Xiàn ;
- Amtet Wuzhai – 五寨县 Wǔzhài Xiàn ;
- Amtet Kelan – 岢岚县 Kělán Xiàn ;
- Amtet Hequ – 河曲县 Héqǔ Xiàn ;
- Amtet Baode – 保德县 Bǎodé Xiàn ;
- Amtet Pianguan – 偏关县 Piānguān Xiàn.

## Trafik
Kinas rigsvej 108 løber gennem bypræfekturet. Den begynder i Beijing og fører via Taiyuan, Xi'an og Chengdu mod syd til Kunming i den sydvestlige provins Yunnan.
Kinas rigsvej 208 fører gennem området. Den begynder i Erenhot og fører via Jining og Datong og Taiyuan til Changzhi i provinsen Shanxi.
38°25′N 112°44′Ø / 38.417°N 112.733°Ø